# Cementerio Petrašiūnai

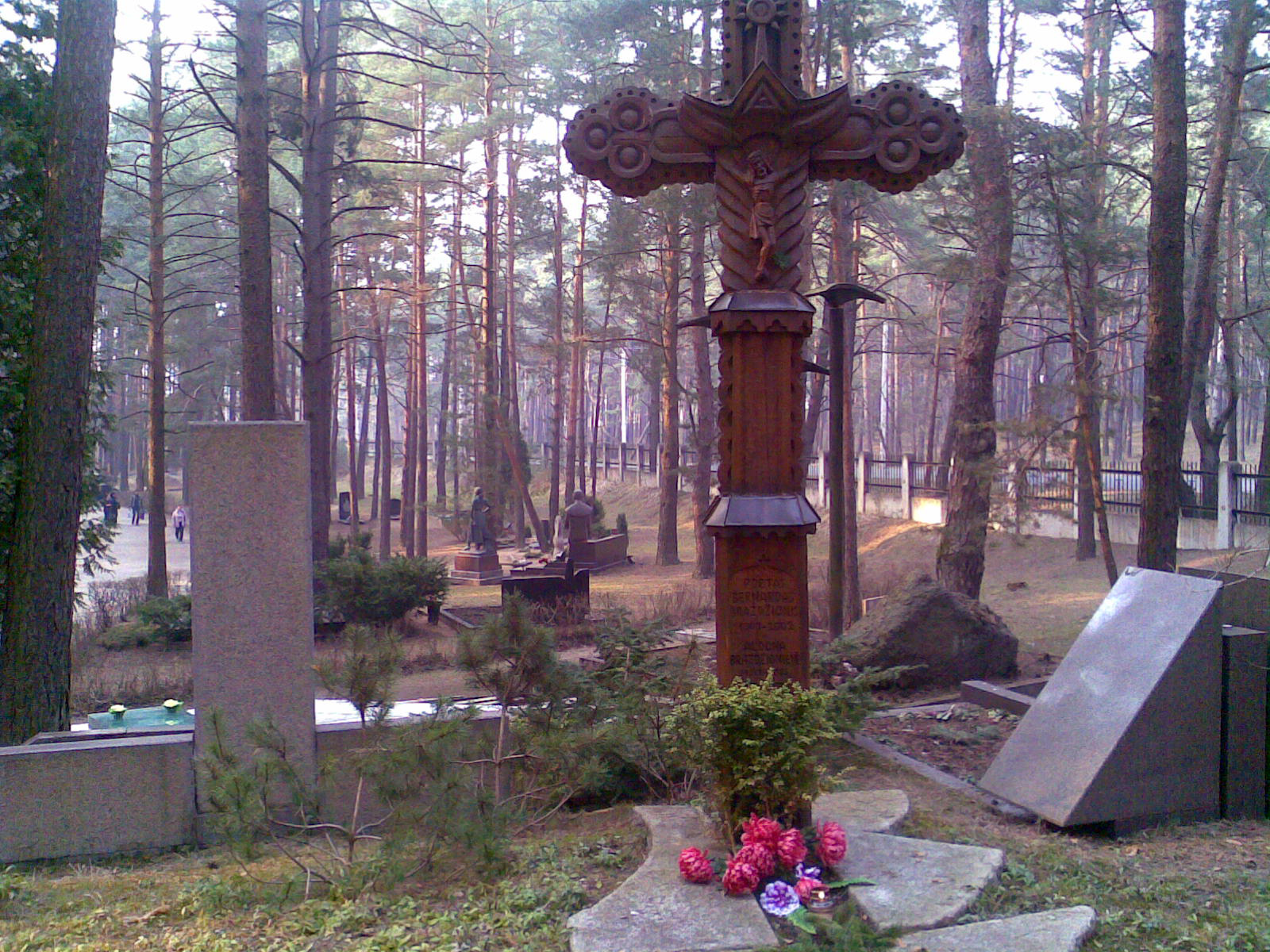
Poetas Bernardas Brazdžionis celebridade

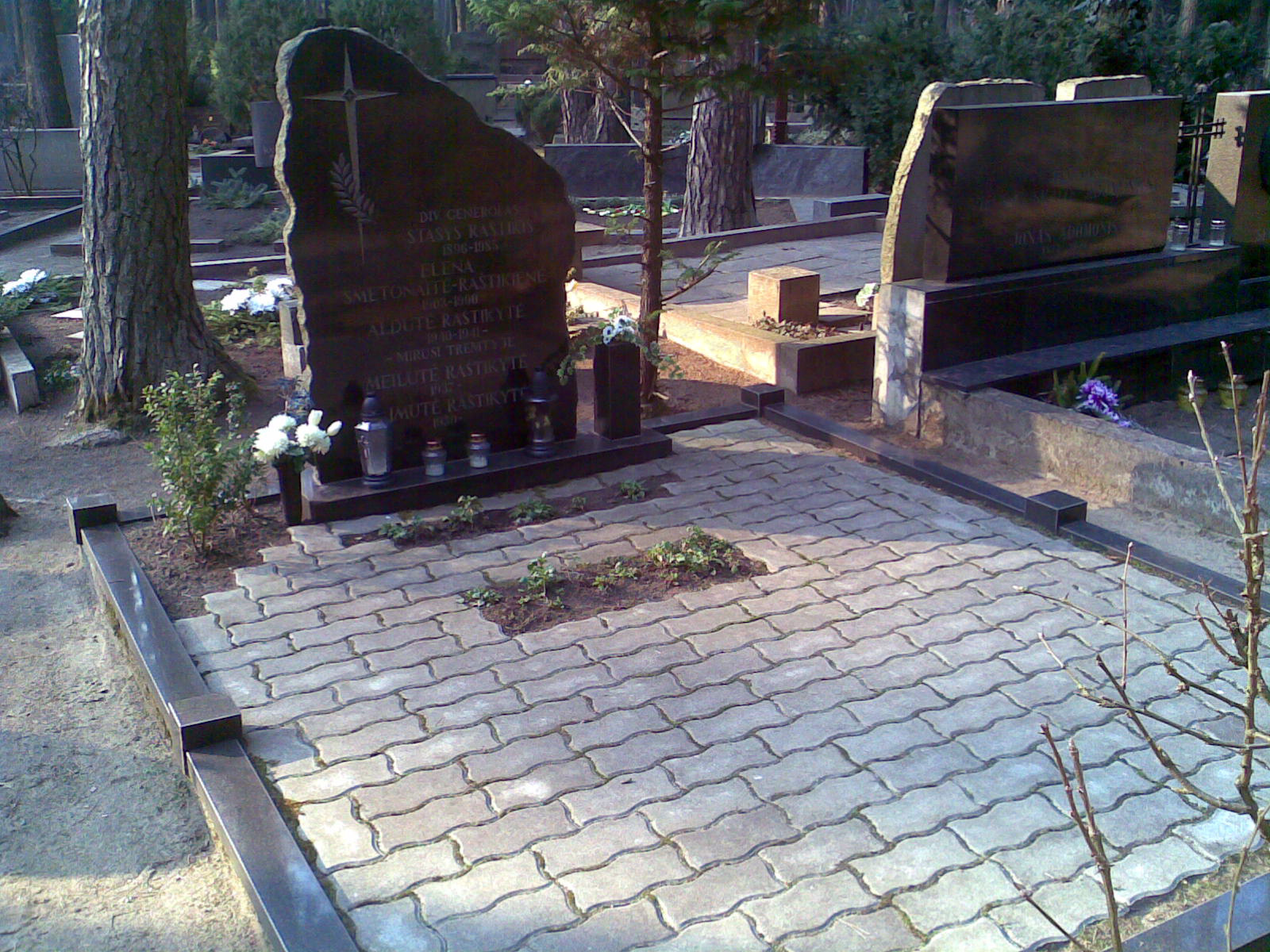
Generals Stasys Raštikis celebridade

El Cementerio Petrašiūnai (en lituano: Petrašiūnų kapinės) se encuentra en Kaunas, Lituania. Fue ubicado a finales de 1939 al este de la ciudad. El cementerio se convirtió en el lugar donde artistas y otras celebridades eran enterradas.  

## Celebridades
Entre otros, descansan:
- Bernardas Brazdžionis, poeta
- Kazys Binkis, poeta
- Sofija Kymantaitė-Čiurlionienė
- Marija Gimbutas, arqueóloga
- Juozas Grušas, guionista
- Jonas Jablonskis, filólogo
- Steponas Kairys, político, ingeniero
- Mykolas Sleževičius, político, abogado
- Salomėja Nėris, poeta, político
- Juozas Urbšys, diplomático
- Juozas Zikaras, escultor
- Antanas Žmuidzinavičius, pintor
- Kazys Lozoraitis, diplomático
- Stasys Raštikis, General del ejército lituano, re-enterrado
- Mykolas Riomeris, abogado, profesor
- Aleksandras Štromas, abogado

- Datos: Q1457408
- Multimedia: Petrašiūnai Cemetery / Q1457408